# سارندرنجر
سارندرنجر رمزها «SN» (بالإنجليزية: Surendranagar) ، هو تقسيم إداري لدولة الهند تتبع ولاية غوجارات (بالإنجليزية: Gujarat) ، مركزها هو مدينة سارندرنجر (بالإنجليزية: Surendranagar) عدد سكانها حسب تعداد سنة 2001 هو 1,515,147 ، مساحتها 10,489 كم² وكثافة السكان 144 لكل كم² .